# Lauria sempronii
Lauria sempronii is een slakkensoort uit de familie van de Lauriidae. De wetenschappelijke naam van de soort is voor het eerst geldig gepubliceerd in 1837 door Charpentier.